# Muhammad Sharif Butt
Muhammad Sharif Butt (* 15. Januar 1926; † 8. Juni 2015) war ein pakistanischer Sprinter.
Bei den Olympischen Spielen 1948 in London schied er über 100 Meter im Vorlauf aus und erreichte über 200 Meter das Viertelfinale.
Vier Jahre später erreichte er bei den Olympischen Spielen 1952 in Helsinki in der 4-mal-100-Meter-Staffel das Halbfinale und scheiterte über 100 und 200 Meter in der ersten Runde.
1954 siegte er bei den Asienspielen in Manila über 200 Meter. Bei den British Empire and Commonwealth Games in Vancouver kam er mit der pakistanischen 4-mal-110-Yards-Stafette auf den fünften Platz. Über 100 Yards und 220 Yards gelangte er ins Halbfinale.
Bei den Olympischen Spielen 1956 in Melbourne kam er mit der pakistanischen 4-mal-100-Meter-Stafette ins Halbfinale. Über 100 und 200 Meter kam er nicht über den Vorlauf hinaus. Bei den British Empire and Commonwealth Games 1958 schied er über 100 Yards im Vorlauf und über 220 Yards im Viertelfinale aus.

## Persönliche Bestzeiten
- 100 m: 10,5 s, 1954
- 200 m: 21,6 s, 1954